# Cameleonul (constelație)
Cameleonul esto o constelație australă.

## Obiecte cerești

### Nebuloase,roiuri de stele,galaxii
Coordonate:  11h 00m 00s, −80° 00′ 00″